# Classe Temerario
 (février 2019).
Si vous disposez d'ouvrages ou d'articles de référence ou si vous connaissez des sites web de qualité traitant du thème abordé ici, merci de compléter l'article en donnant les références utiles à sa vérifiabilité et en les liant à la section « Notes et références ».
Le Temerario  était une classe de canonnière torpilleur  de la Marine espagnole.

## Description
La classe compte 6 navires, dont le Temerario, Nueva España, Marqués de Molins, Galicia.

## Navires de la classe
| Nom                                 | Lancement | Chantier | Service effectif | Fin de carrière | Photo |
| ----------------------------------- | --------- | -------- | ---------------- | --------------- | ----- |
| Temerario                           |           |          |                  |                 |       |
| Veloz, renommé Nueva España         |           |          |                  |                 |       |
| Audaz renommé Martín Alonso Pinzón  |           |          |                  |                 |       |
| Veloz renommé Marqués de Molins     |           |          |                  |                 |       |
| Rápido renommé Vicente Yáñez Pinzón |           |          |                  |                 |       |
| Galicia                             |           |          |                  |                 |       |